# Check It Out
Check It Out e песен от албума Pink Friday на американската рапърка Ники Минаж с участието на will.i.am. В британското издание на песента участва и британската певица Черил Коул. Тя пее само припева заедно с will.i.am.

## Видео
Видеото на песента е пуснато на 25 октомври 2010

## Дата на издаване
- Австралия,[2] Германия[3] – 10 септември 2010
- Великобритания[4] – 29 октомври 2010
- Канада,[5] САЩ[6] – 3 септември 2010

## Позиции в музикалните
- Австралия (ARIA) – 21[7]
- Белгия (Ultratip Wallonia) – 2[8]
- Великобритания (UK Singles Chart) – 11[9]
- Дания (IFPI Dance) – 40[10]